# Variable Valve Timing
Zmienne fazy rozrządu (ang. Variable Valve Timing) – układ zmiennych faz rozrządu polegający na zmianie czasu otwarcia oraz zamknięcia zaworu w zależności od obciążenia silnika oraz jego obrotów. Istnieje wiele metod dzięki którym jest to realizowane, od mechanicznych po elektro-hydrauliczne.
W zdecydowanej większości przypadków stosowany jest na wałku zaworów dolotowych i pozwala na poprawę przebiegu momentu obrotowego w środkowym zakresie obrotów silnika przy jednoczesnym utrzymaniu mocy maksymalnej na dobrym poziomie.
Także coraz bardziej restrykcyjne przepisy dotyczące norm spalin wymuszają na producentach stosowanie zmiennych faz rozrządu w celu poprawy pracy silnika.

## Wyzwania
Głównym czynnikiem wstrzymującym montowanie zmiennych faz rozrządu powszechnie w pojazdach jest koszt ich produkcji. W silniku pracującym przy 3000 obrotów na minutę, wałek rozrządu obraca się z prędkością 25 razy na sekundę, więc zmiana ustawienia wałka musi nastąpić bardzo szybko z dużą precyzją.
Elektromagnetyczne, pneumatyczne oraz hydrauliczne systemy zapewniają najlepszą kontrolę nad zmianą kąta otwarcia zaworów, lecz koszt ich produkcji jest bardzo wysoki w porównaniu z mechanicznymi systemami faz rozrządu.

## Nazewnictwo

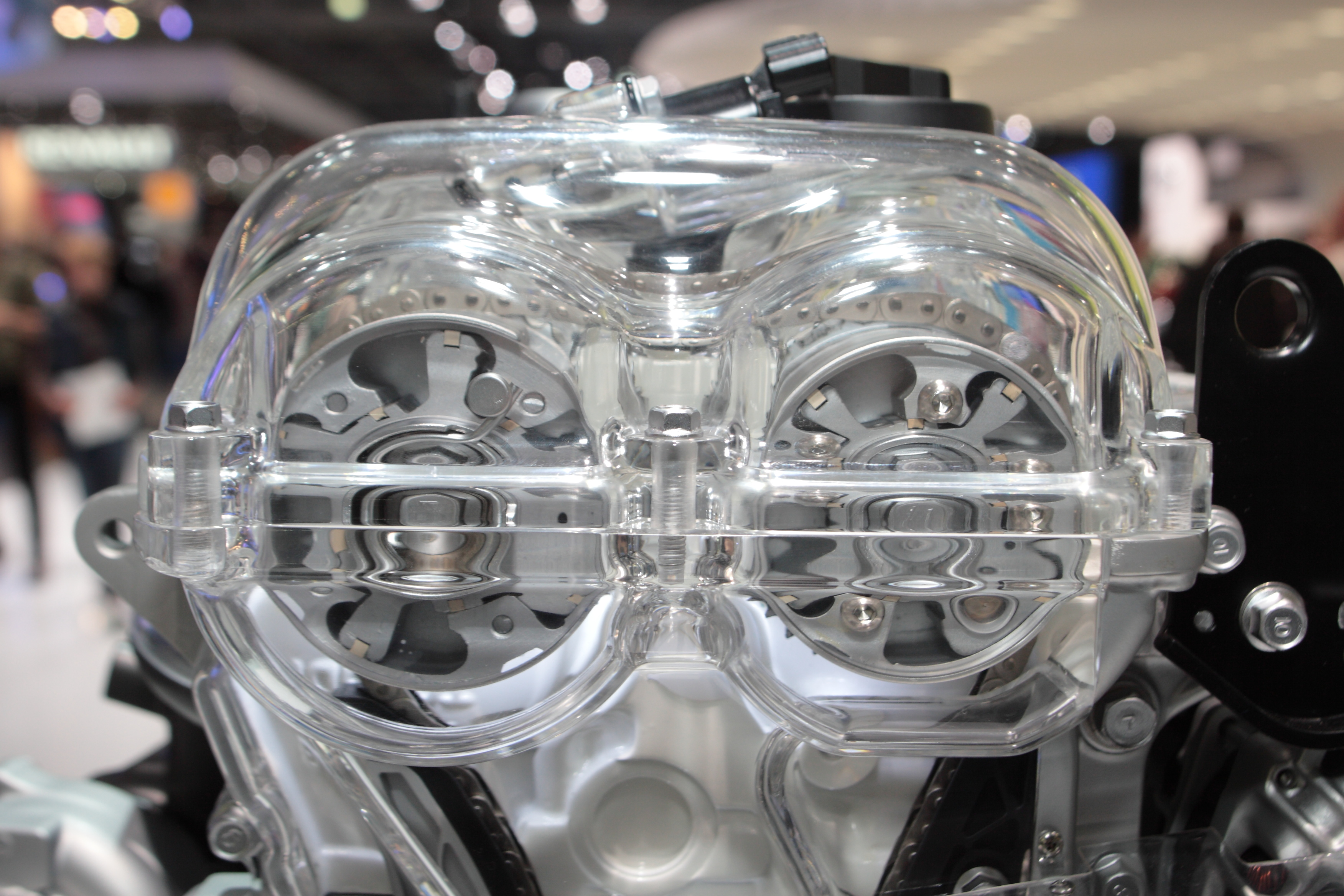
Model hydraulicznych zmiennych faz rozrządu w silniku Hyundai T-GDI

Producenci używają wielu odmiennych nazw dla swoich systemów zmiennych faz rozrządu, które mogą być bardzo podobne pomiędzy sobą, jak i wyjątkowo zróżnicowane.
Systemy te to między innymi:
- AVCS (Subaru)
- CPS (Proton, Volvo)
- CVTCS (Nissan)
- CVVT (Alfa Romeo, Citroën, Geely, Hyundai, Iran Khodro, Kia, Peugeot, Renault, Volvo)
- DCVCP (General Motors)
- DVVT (Daihatsu)
- MIVEC (Mitsubishi)
- Multiair (FIAT)
- N-VCT (Nissan)
- S-VT (Mazda)
- VANOS (BMW)
- VarioCam (Porsche)
- VCT i Ti-VCT (Ford, Yamaha)
- VTEC (Honda)
- VVC (MG Rover)
- VVL (Nissan)
- VVT (Chrysler, General Motors, Proton, Suzuki, Volkswagen Group)
- VVT-i (Toyota, Lexus)
- VVTL-i (Toyota)